# 第2回ケベック会談

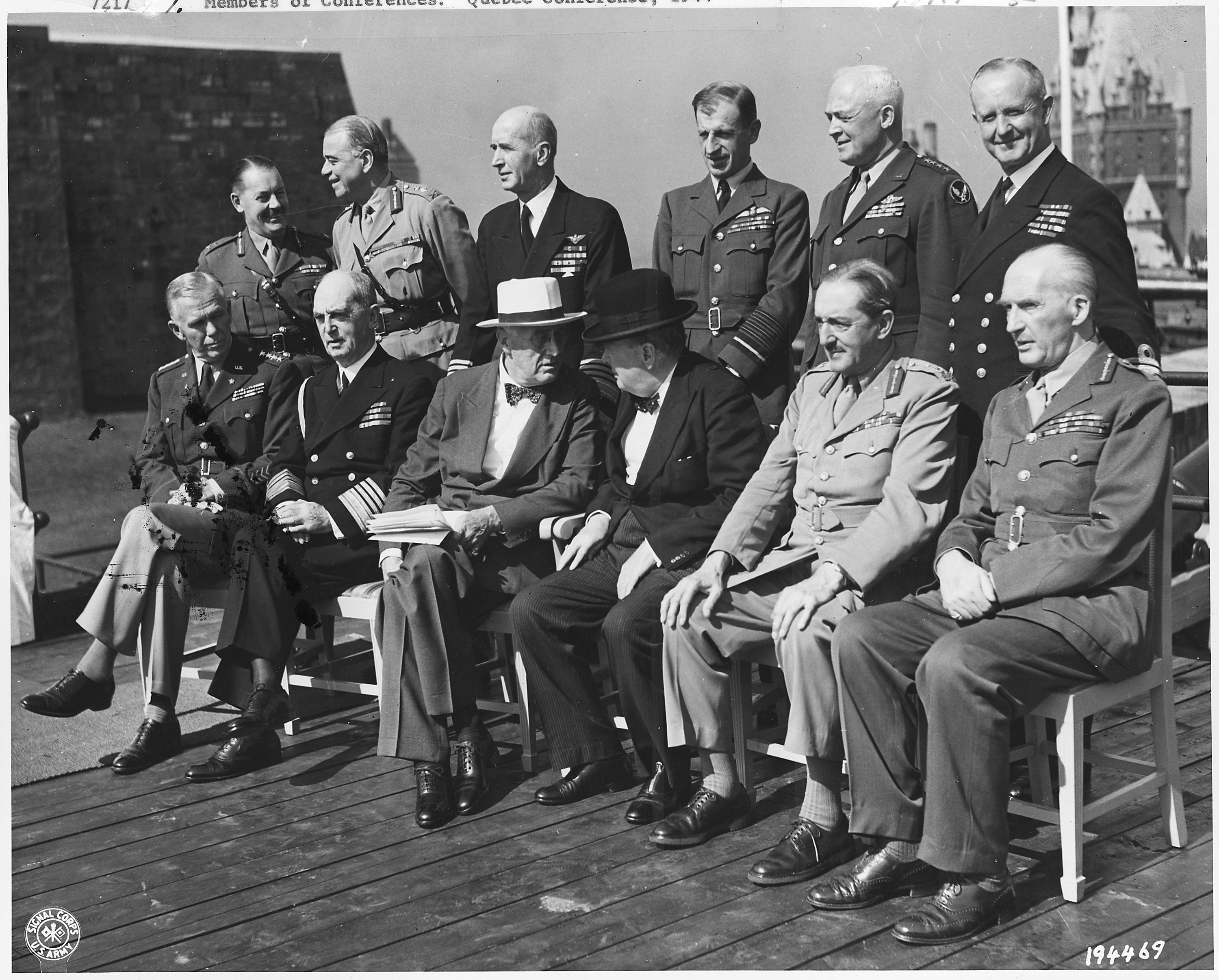
会談に出席した英米の軍事指導者たちによる記念撮影。前列向かって左から、ジョージ・マーシャル、ウィリアム・リーヒ、フランクリン・ルーズベルト、ウィンストン・チャーチル、アラン・ブルーク、ジョン・ディル（en）。後列向かって左より、L・C・ホリス、ヘイスティングス・イズメイ、アーネスト・キング、チャールズ・ポータル（en）、ヘンリー・アーノルド、アンドルー・カニンガム。

第2回ケベック会談（だい2かいケベックかいだん、コードネーム“OCTAGON”）は、第二次世界大戦中にイギリスとアメリカ合衆国、カナダで開かれた軍事に関する首脳会談。

## 概要
カナダのケベック・シティーで、1944年9月12日から9月16日に行われた。1943年のケベック会談との関係で、第2回ケベック会談と呼ばれる。主な出席者は、イギリス首相のウィンストン・チャーチルとアメリカ合衆国大統領のフランクリン・ルーズベルト、ホスト役としてカナダ首相のウィリアム・ライアン・マッケンジー・キング、またチャーチルとルーズベルトに招かれてオーストリア元皇太子オットー・フォン・ハプスブルクも参加した。
主な合意事項は、ナチス・ドイツ降伏後の占領統治に関するモーゲンソー・プラン、アメリカのイギリスに対するレンドリース法による経済援助の継続、太平洋戦争へのイギリス海軍の関与形態である。モーゲンソー・プランは、イギリスの反対で、アメリカによる当初案よりも過酷性が緩和された内容で合意された。対日戦へのイギリスの関与については、イギリス海軍艦艇による第57任務部隊（実質はイギリス太平洋艦隊, en）の編成とアメリカ海軍の指揮下編入が決定され、1945年3月の沖縄戦から実現することになった。連合国での勝利に向けた計画を検討するために有益な会談であった。
ハイドパークの密約（Hyde Park Agreement）で、日本への原爆投下が予定された。